# Bryopsida
Die Bryopsida sind eine Klasse der Laubmoose (Bryophyta) und umfassen rund 98 % der Laubmoos-Arten. Sie werden auch als Laubmoose im engeren Sinne bezeichnet. 

## Gametophyt

### Protonema
Aus den haploiden Meiosporen keimt im Lebenszyklus der Laubmoose zunächst ein reich verzweigter grünlicher Faden, das Protonema (Vorkeim). Zunächst enthält dieser viele Chloroplasten und besitzt zum Faden senkrecht stehende Querwände, sodass man von einem Chloronema spricht. Dieses geht dann ins chloroplastenarme Caulonema (caulos = Stamm) über. Das Caulonema besitzt zur Fadenlängsseite schräg stehende Querwände und bildet Knospen aus, aus denen die eigentliche Moospflanze (Gametophyt) wächst.

### Spross und Blättchen
Alle Laubmoose sind in Spross und Blättchen (Phylloide) gegliedert. Allerdings hat der Spross ausschließlich Stützfunktion und übernimmt nur bei ganz wenigen Arten Leitungsfunktionen. Wurzeln haben die Laubmoose auch nicht. Sie sind lediglich mit vielzelligen Rhizoiden im Boden verankert.
Die Blättchen bestehen aus einer einzigen, mehr oder weniger undifferenzierten Zellschicht. Oft existiert eine der Stabilität dienende Mittelrippe. Obwohl die Laubmoose mit einer Scheitelzelle wachsen, die nach drei Seiten Blättchen abgliedert, sind die meisten Laubmoose schraubig beblättert, manche Arten auch zweizeilig.

### Wuchsformen
Beim Habitus der Laubmoose unterscheidet man ganz grob akrokarpe (gipfelfrüchtige) und pleurokarpe (seitenfrüchtig) Laubmoose.
Bei den akrokarpen Laubmoosen sind die Stängel mehr oder weniger aufrecht und unverzweigt. Sie stehen dicht beieinander, wodurch Mooskissen entstehen. Die Sporophyten (Kapseln mit Stielen) sitzen auf dem Ende der Stämmchen oder am Ende kurzer Hauptäste. Die Blattzellen der meisten akrokarpen Moose sind rechteckig, quadratisch oder rundlich. Ein solches Blattzellnetz nennt man dann parenchymatisch. Eine Blattrippe ist bei akrokarpen Moosen fast stets vorhanden.
Die pleurokarpen Laubmoose hingegen bilden Rasen von ineinander verflochtenen, sich verzweigenden und meist mehr oder weniger liegenden Stängeln. Die Sporophyten sitzen meist an den Seiten der Ästchen oder Stämmchen. Bei vielen pleurokarpen Moosarten sind die Zellen der Blätter extrem lang und dünn. Man sagt in diesem Fall auch, dass das Blattzellnetz prosenchymatisch ist.
Die Pleurokarpie gilt als abgeleitetes (also entwicklungsgeschichtlich junges) Merkmal, die Akrokarpie als ursprüngliches Merkmal.

### Gametangien
Die Geschlechtsorgane (Gametangien) stehen bei Laubmoosen in Gruppen an den Enden von Haupttrieben oder von kleinen Seitentrieben. Sie sind oft von besonders gestalteten Hüllblättern (=Perichaetialblätter) umgeben. Zwischen den männlichen Gametangien (Antheridium) und/oder den weiblichen Gametangien (Archegonium) können sterile mehrzellige "Safthaare" (=Paraphysen) stehen. Männliches und weibliches Geschlecht können bei Laubmoosen gemeinsam in einem Spross stehen, das ist aber nicht immer so der Fall.

## Sporophyt und Kapsel

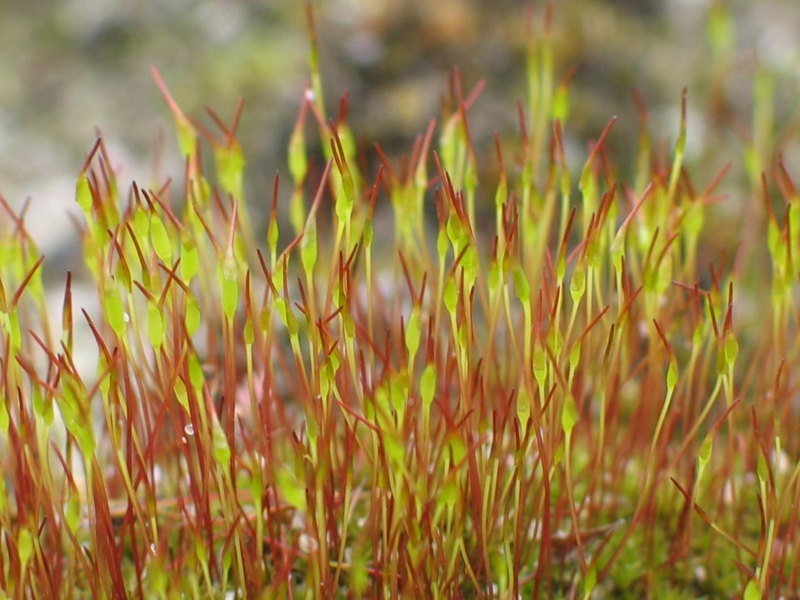
Sporophyten (vom Mauer-Drehzahnmoos (Tortula muralis)). Auf dem langen Stiel (Seta) befindet sich die Sporenkapsel, auf der wiederum eine (hier rötlich gefärbte) Haube (Kalyptra) sitzt.

Der Sporophyt ist in drei Abschnitte gegliedert: Der Fuß, mit dem er im Gametophyten verankert ist, der Stiel (Seta) und die Kapsel.
Der Fuß dient als Haustorium und entzieht der Mutterpflanze Wasser und Nährstoffe. Der Sporophyt ist ernährungstechnisch nicht unabhängig.
In der Entwicklung der Sporenkapsel entwickeln sich eine innere Zellschicht (Endothecium) und eine äußere (Amphithecium). Das Amphithecium bildet die Kapselwand, während das Endothecium sich wiederum unterteilt. Das äußere Endothecium (also effektiv die Mittelschicht) wird zum Archespor (Sporenmuttergewebe), während die innere Schichten des Endotheciums als sterile Säule (Columella) bestehen bleibt. Die Columella ist für die Wasser- und Nährstoffversorgung des Sporenmuttergewebes zuständig.
Die Kapsel wird meist von einem Deckel verschlossen, der nach der Reife abfällt. Dieses Abfallen des Deckels wird durch einen Ring von quellbaren Zellen, dem Anulus bewirkt.
Oftmals, vor allem bei den Bryidae, sitzt auf der Sporenkapsel eine Gewebehaube auf, die noch vom Gametophyten stammt und als Kalyptra bezeichnet wird.
Nach einiger Zeit fällt die Kalyptra ab und gibt die Peristomzähne frei, die sich bei trockenen Bedingungen nach außen öffnen und die Sporen in die Luft abgeben.

## Systematik
Die Bryopsida werden in acht Unterklassen untergliedert, die ein bis 13 Ordnungen umfassen. Die Klassifikation der Bryopsida hat sich seit 2000 durch die steigende Anzahl molekulargenetischer Studien teilweise stark verändert. Die Gliederung in Unterklassen und Ordnungen folgt Stech und Frey 2009:
- Unterklasse Buxbaumiidae
  - Ordnung Buxbaumiales
- Unterklasse Diphysciidae
  - Ordnung Diphysciales
- Unterklasse Timmiidae
  - Ordnung Timmiales
- Unterklasse Encalyptidae
  - Ordnung Encalyptales
- Unterklasse Funariidae
  - Ordnung Funariales
- Unterklasse Gigaspermidae
  - Ordnung Gigaspermales
- Unterklasse Dicranidae
  - Ordnung Catoscopiales
  - Ordnung Scouleriales
  - Ordnung Bryoxiphiales
  - Ordnung Grimmiales
  - Ordnung Archidiales
  - Ordnung Mitteniales
  - Ordnung Dicranales
  - Ordnung Pottiales
- Unterklasse Bryidae
  - Ordnung Hedwigiales
  - Ordnung Helicophyllales
  - Ordnung Bartramiales
  - Ordnung Splachnales
  - Ordnung Bryales
  - Ordnung Orthotrichales
  - Ordnung Orthodontiales
  - Ordnung Aulacomniales
  - Ordnung Rhizogoniales
  - Ordnung Hypnodendrales
  - Ordnung Ptychomniales
  - Ordnung Hookeriales
  - Ordnung Hypnales

Für eine Gliederung bis zur Familienebene siehe Systematik der Moose.